# Gunung Raung
Gunung Raung är en bergskedja i Indonesien.   Den ligger i provinsen Jawa Timur, i den sydvästra delen av landet, 800 km öster om huvudstaden Jakarta.
Gunung Raung sträcker sig 17,8 km i öst-västlig riktning. Den högsta punkten är 3 262 meter över havet.
Topografiskt ingår följande toppar i Gunung Raung:
- Gunung Gedong
- Gunung Gempit
- Gunung Panjungan
- Gunung Pendu
- Gunung Suket
- Gunung Wates